# Jean-René Bernaudeau
Jean-René Bernaudeau, nacido el 8 de julio de 1956 en Saint-Maurice-le-Girard (Vendée), es un ex ciclista francés. Sus principales éxitos como corredor fueron sus cuatro victorias en la Midi Libre y el haber lucido el maillot amarillo del Tour de Francia 1979 durante una jornada.
Es el máximo responsable del equipo Team Total Direct Énergie, anteriormente denominado como Bbox Bouygues Telecom y Team Europcar.
Su hijo Giovanni Bernaudeau es también ciclista profesional y milita en el equipo que él dirige.

## Palmarés
1978
- Promotion Pernod
- 2.º en el Campeonato de Francia en Ruta
- 3.º en la Vuelta a España

1979
- Clasificación de los jóvenes  del Tour de Francia
- París-Bourges
- 1 etapa del Tour de Limousin
- 3.º en el Campeonato Mundial en Ruta

1980
- Midi Libre, más 2 etapas
- Tour de Vendée
- 1 etapa del Giro de Italia

1981
- Midi Libre, más 1 etapa
- Ruta del Sur
- Gran Premio de Mónaco

1982
- Midi Libre
- Circuit de Lorraine
- 1 etapa del Tour de Romandía

1983
- Midi Libre, más 1 etapa
- 3.º en el Campeonato de Francia en Ruta

1985
- 1 etapa de la Dauphiné Libéré

1986
- Polynormande

## Equipos
- Renault (1978-1980)
- Peugeot (1981-1982)
- Wolber (1983)
- Système U (1984)
- Fagor (1985-1988)